# 焼米
焼米（やきごめ）とは、日本の伝統的な米の加工食品である。熟する直前の未熟な籾、あるいは水に漬けて発芽させた種籾をもみ殻ごと煎り、搗いて殻を取り去ったもの。焼き米、いりごめ、やいごめ、やっこめなどとも呼ばれる。《季 秋》「―を粉にしてすする果報かな／一茶」

## 概要
焼米とは、新米を籾のまま煎って火を通し、搗いて殻を取り去ったものである。
そのまま食べることも可能だが、湯や汁物でふやかして粥状にすれば口当たりや消化が良くなる。米粒状・粉状と形態も様々である。
かつては苗代に蒔く折に余った籾の利用法として、あるいは収穫直前の「旬の味」として生産された。
現在では、乾燥する前の籾が生産者以外手に入りにくいため、焼米もほとんど利用されなくなっている。
日本全国に焼米の文化が見られ、地名として残っているところも多い。江戸時代、東海道庄野宿では拳大の俵に詰めた焼米が名物となっていた。

## 未成熟米の利用
完熟する前の籾から作られた方が風味が良いこともあり、そのまま精米して炊いたのでは食味の劣る米を焼米として利用した。この為、救荒食としての側面もある。

## 作り方
以下は昭和初期の宮城県大崎市付近における焼米の作り方。
1. 稲刈り前、稲の穂が半ば垂れ下がるくらいの頃に青刈りして、千歯こきで籾を落とす
2. 籾を鉄鍋で時間をかけて煎り上げる
3. 煎りあがった籾を臼に移し、杵で搗き、箕で振るってもみ殻を取り除く